# Lutry
Lutry é uma comuna da Suíça, situada no distrito do Lavaux-Oron, no cantão de Vaud. Tem 8,46 km² de área e sua população em 2018 foi estimada em 10.289 habitantes.